# S.S.D. Group Città di Castello
Tập đoàn Socà Sportiva Dilettantistica Città di Castell (thường được gọi là Nhóm Castell) là một câu lạc bộ bóng đá Ý, có trụ sở tại Città di Castell, Umbria.

## Lịch sử
Câu lạc bộ được thành lập vào năm 1998.
Câu lạc bộ trong mùa 2011-12 đã xuống hạng từ Serie D đến Eccellenza.

## Đội hình

### Huấn luyện viên
Câu lạc bộ hiện đang được huấn luyện bởi Simone Pazzaglia.

## Màu sắc và huy hiệu
Màu của đội là trắng và đỏ.